# Safranblättriger Hautkopf
Der Safranblättrige Hautkopf oder Gelbblättrige Hautkopf (Cortinarius croceus, Syn.:  C. cinnamomeolutescens, C. cinnamomeobadius) ist eine Pilzart aus der Familie der Schleierlingsverwandten (Cortinariaceae). Der mittelgroße, sehr variable Hautkopf hat einen gelb- bis rot-braunen Hut, gelbe Lamellen und einen gelben Stiel. Seine Sporen sind recht klein (meist < 9,5 µm lang). Die Fruchtkörper des Mykorrhizapilzes erscheinen in Laub- und Nadelwäldern. Wie bei allen Hautköpfen können die getrockneten Fruchtkörper wegen ihrer Anthrachinon-Farbstoffe zum Färben von Wolle verwendet werden. Der Safranblättrige Hautkopf wird wie sämtliche Hautköpfe als giftverdächtig eingestuft.

## Merkmale

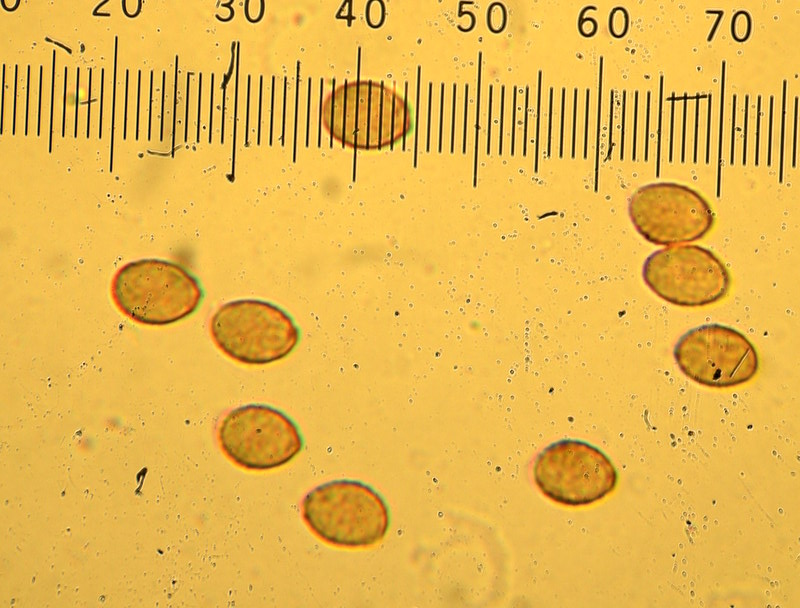
Die elliptischen, recht kleinen (< 9,5 µm Länge) Sporen des Safranblättrigen Hautkopfs im Lichtmikroskop

### Makroskopische Merkmale
Der Hut ist 2–5(–7) cm breit; anfangs kegelig-glockig, später ausgebreitet und mehr oder weniger gebuckelt. Die trockene, matte Hutoberfläche ist erst fein, dann grob radialfaserig und dunkel oliv-gelb bis gelb-braun, rötlich-braun oder oliv-braun gefärbt. Der Hutrand ist oft mehr oder weniger gelb. Die dünnen, breit angewachsenen Lamellen sind anfangs schön gelb und bleiben lange so gefärbt. Sie bilden einen deutlichen Kontrast zum dunkleren Hut. Später sind sie dann zimt- bis oliv-braun und bisweilen können sie einen Safranton haben. Der schlanke, zylindrische und oft verbogene Stiel ist 7–10 cm lang und 0,5–1 cm breit. Er ist zitronengelb, safran- bis oliv-gelb gefärbt und nackt. Nur bei der Varietät porphyrovelatus ist er durch die purpur-braune Velumzone gegürtelt. Das feste Fleisch ist gelb bis olivgelb gefärbt und riecht schwach und wenig auffällig nach Iod oder Rüben.

### Mikroskopische Merkmale
Die rauen, elliptischen Sporen messen circa 8 × 4,5 µm. Die Cheilozystiden sind schmal und selten septiert.

## Artabgrenzung
Der Safranblättrige Hautkopf ist ein sehr variabler Pilz, der mit einer ganzen Reihe von Hautköpfen verwechselt werden kann. Ein gutes Kennzeichen sind die lebhaft gelben Lamellen, die im Kontrast zum dunkleren, olivfarbenen Hut stehen. Am ehesten kann die Art mit dem Orangefüßigen Hautkopf (C. bataillei) verwechselt werden, der feuchte bis nasse Standorte, oft im Torfmoos, besiedelt und sich durch die orange-rot durchgefärbte Stielbasis vom Safranblättrigen Hautkopf unterscheidet. Recht ähnlich ist der seltene und wenig bekannte Wiesen-Hautkopf (C. pratensis). Er ist heller rötlich-braun getönt und kommt auf Wiesen und Waldlichtungen vor. Seine Cheilozystiden sind gegliedert wie die Zweige einer Opuntie. Auch der ebenfalls häufige Zimtbraune Hautkopf (C. cinnamomeus) kann manchmal ähnlich aussehen. Er hat aber weniger lebhaft gefärbte Lamellen.

## Ökologie und Verbreitung

Europäische Länder mit Fundnachweisen des Safranblättrigen Hautkopfs.
Legende:
Länder mit Fundmeldungen
Länder ohne Nachweise
keine Daten
außereuropäische Länder

Der Safrangelbe Hautkopf kommt in Nordamerika (USA) und Europa vor. Er ist in ganz Europa verbreitet und kommt hier in nahezu allen Klimazonen vor. Er wurde auch auf Grönland und Island nachgewiesen. In Nordeuropa ist er häufiger als im Süden, dennoch kommt er auch hier vor. In Großbritannien und Irland ist der Hautkopf eher selten, aber gleichwohl weit verbreitet.
Die Fruchtkörper des Mykorrhizapilzes erscheinen von Juli bis Oktober (November) überwiegend in Nadelwäldern. In jungen Fichten- und Kiefernforsten gehört er zu den häufigsten Pilzarten. Oft wächst er hier in Widertonmoospolstern. Man findet ihn aber auch in Laubwäldern bei Birken, Buchen und Eichen. Der Schleierling bevorzugt saure Silikatböden (61 % der Fundnachweise in Österreich, 9 % auf Kalkböden). Die optimale Jahresdurchschnittstemperatur liegt bei 8 °C, die Höchsttemperatur 9 °C, Tiefsttemperatur bei −1 °C. In der Schweiz liegt der höchstgelegene Fundort 2350 m über dem Meeresspiegel, auch in Österreich wurde der Pilz in über 2200 m Höhe gefunden.

## Systematik

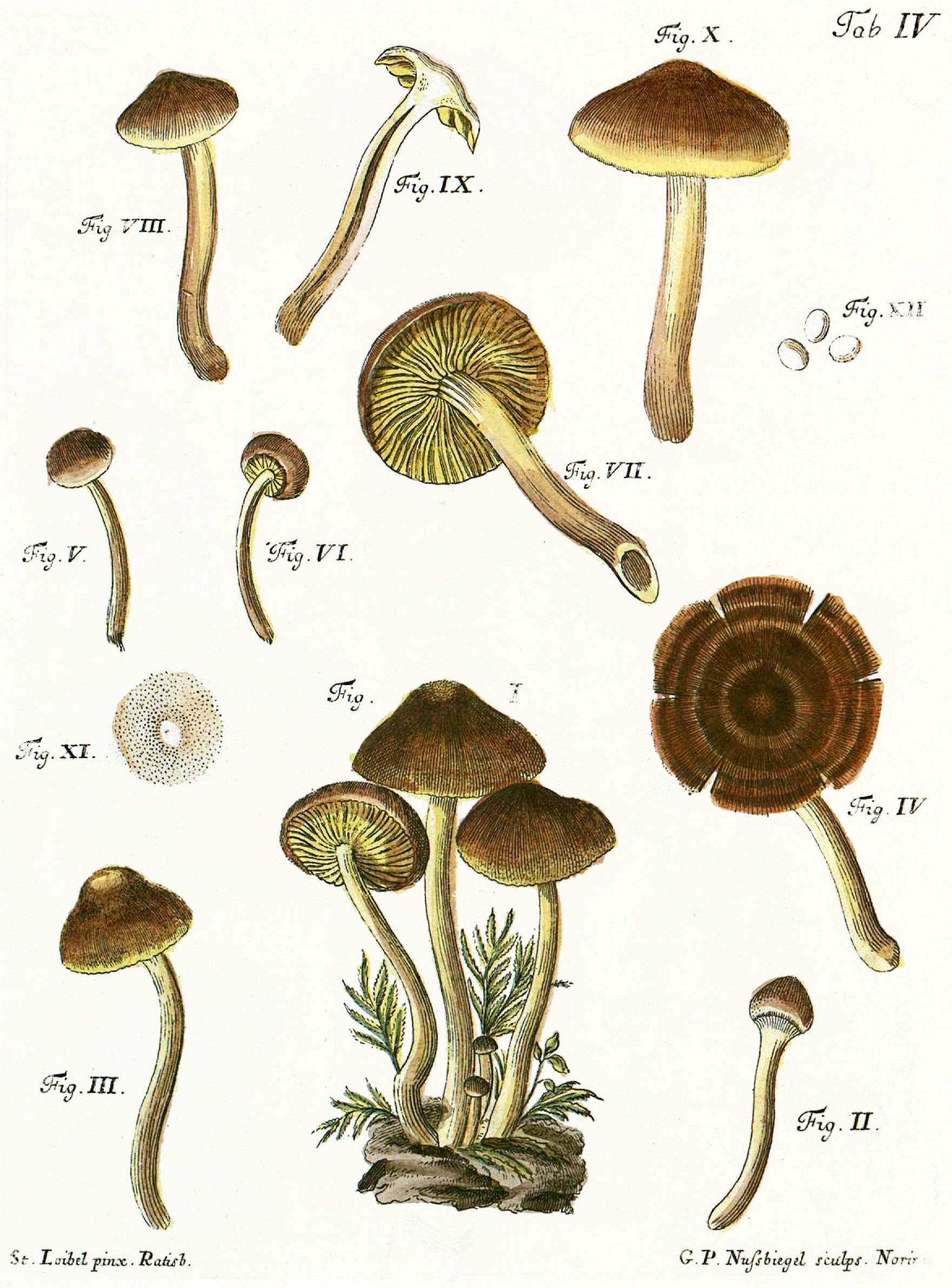
Schäffers Safranblättriger Blätterschwamm (Agaricus croceus) Tafel 4

1774 beschrieb der deutsche Naturforscher Jacob Christian Schäffer einen Pilz mit einem safran- bis pomeranzenfarbenem Hut, hellgelben Lamellen und Stiel, der im Herbst auf bergigen Wiesen wächst. Er nannte ihn Safranblättriger Blätterschwamm und gab ihm den wissenschaftlichen Namen Agaricus croceus. E.M. Fries sah in Schäffers Zeichnung und Beschreibung eine Varietät von C. cinnamomeus. Durch die Erwähnung in Fries Systema Mycologicum wurde Schäffers Namen sanktioniert. Im gleichen Jahr stellte der britische Botaniker Samuel Frederick Gray den Pilz als Cortinaria crocea in die Gattung Cortinarius und gab ihm durch seine Neukombination seinen heute gültigen Namen. Ein homotypisches Synonym ist Dermocybe crocea (Schaeff.) M.M. Moser. Weitere Synonyme sind C. cinnamomeobadius Rob. Henry (=Dermocybe cinnamomeobadia (Rob. Henry) M.M. Moser) und C. cinnamomeolutescens Rob. Henry.
Das lateinische Artepitheton croceus (safrangelb) bezieht sich laut J.C. Schäffer auf die dunkel-safrangelbe Hutfarbe, während Fries auf die Lamellenfarbe (flavo-croceus) Bezug nimmt.

## Bedeutung
Der Safranblättrige Hautkopf ist wie alle Hautköpfe kein Speisepilz und gilt als giftverdächtig.
Wie bei allen Hautköpfen können die getrockneten Fruchtkörper wegen ihrer Anthrachinon-Farbstoffe ((3R,3R',M)-flavomannin-6,6'-di-O-methyl Ether) zum Färben von Wolle verwendet werden.